# 哈康七世海
哈康七世海（英語：King Haakon VII Sea）是南大洋的一個海，位於南極洲東部沿岸，處於威德爾海和拉扎列夫海之間，該海以第一任挪威國王哈康七世命名。

## 外部連結

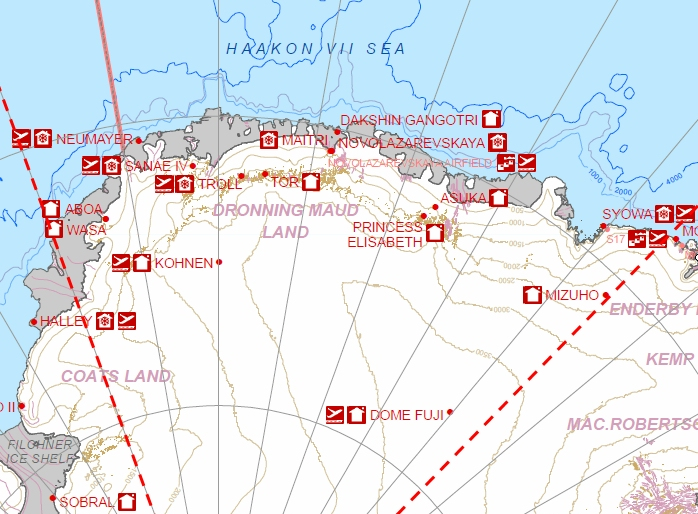

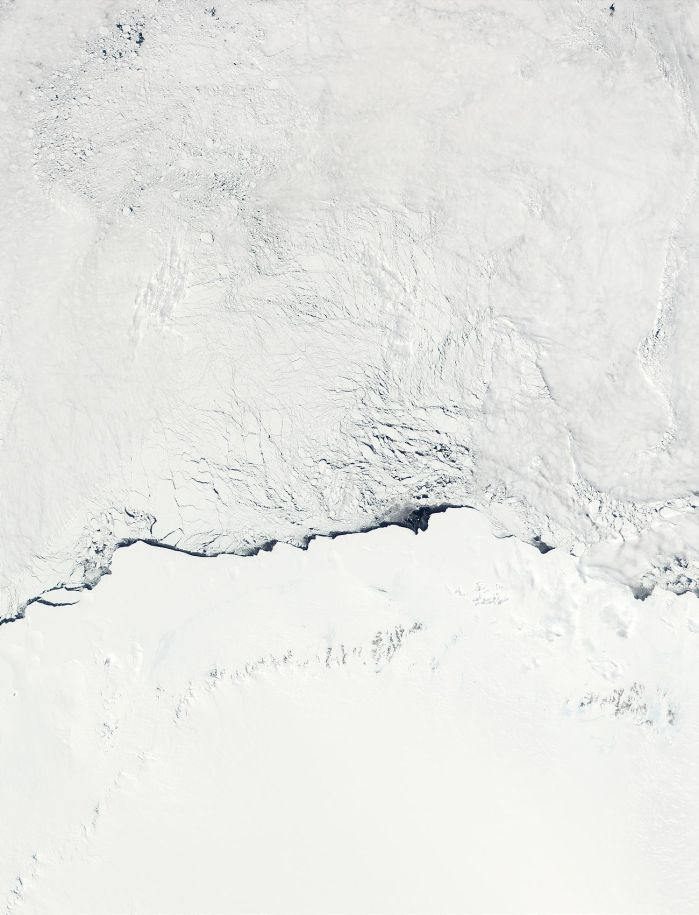

- Picture from the King Haakon VII Sea
- Overwiev map of the area from NASA

67°00′S 20°00′E / 67.000°S 20.000°E